# 英倫航空 (2018年)
英倫航空，前稱英倫區域航空，是一間總部位於英國蘇格蘭阿伯丁的英國區域航空公司，提供定期客運航班來往英國境內與部分歐洲國家，航空公司主要的基地是在阿伯丁機場。
英倫航空有限公司以英國民航局類別A的營業執照來在20坐位或以上的飛機上運送乘客、貨運和郵件。
英倫區域航空原為英倫航空全資擁有的附屬公司，而英倫航空則從2012年4月12日起由國際航空集團全資擁有，英倫区域航空亦從該日由國際航空集團全資擁有。不過國際航空集團於2012年5月宣布英倫区域航空將售賣予Sector Aviation Holdings，交易亦於6月完成，故英倫区域航空現由Sector Aviation Holdings擁有。
2018年7月5日，英倫區域航空（BMI Regional）重新命名为英倫航空（Flybmi）。
2019年2月16日，因燃料成本上升和英國脫歐不確定性，英倫航空宣佈破產，并關閉旗下所有航線。

## 歷史

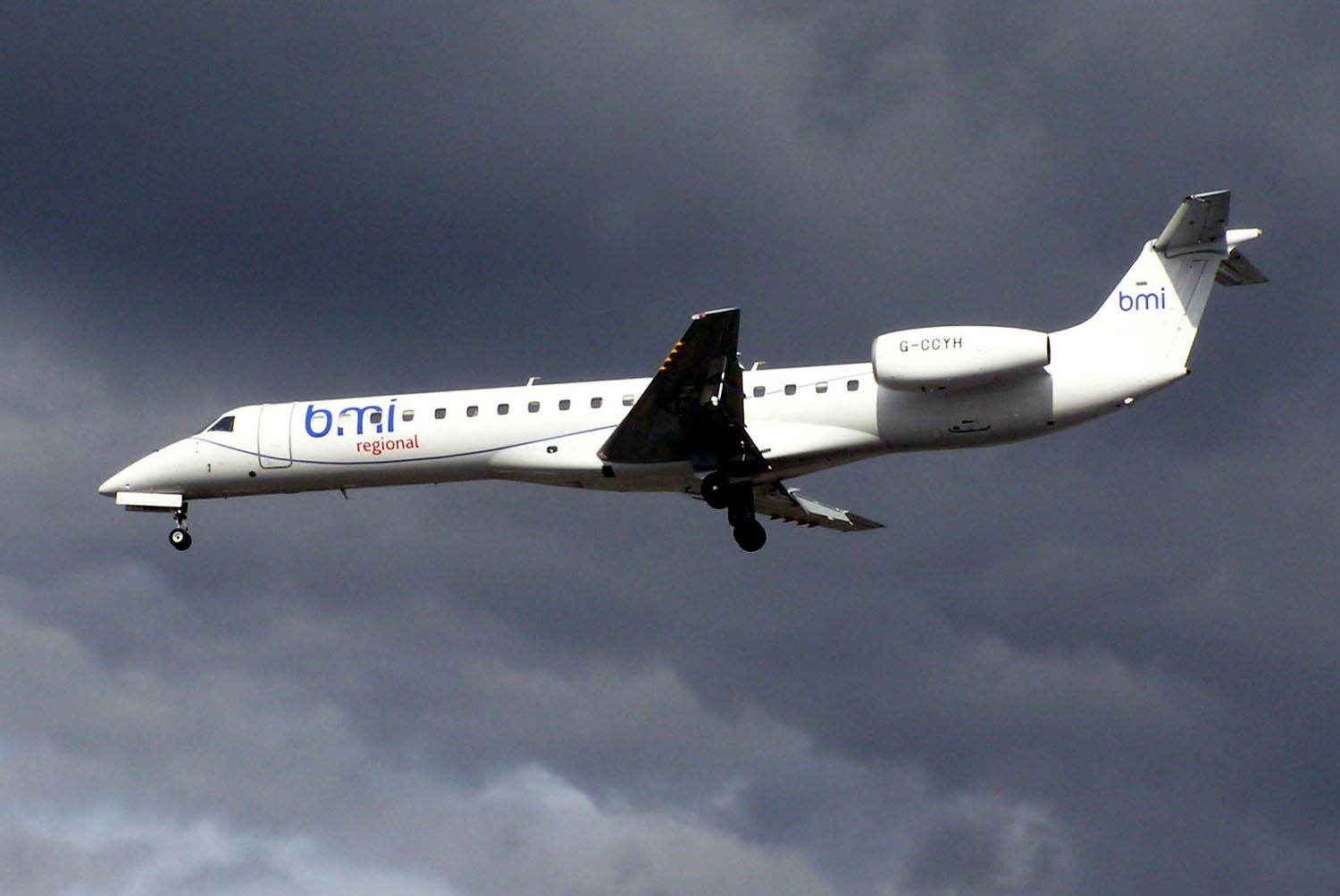
英倫區域航空的巴西航空工業 ERJ-145在英國倫敦希斯路機場降落（2005年）

航空公司在1987年成立，當時名稱為商業航空，在1987年8月開始營業。在2001年，航空公司改名為英倫區域航空。
航空公司曾經由邁克爾·畢曉普（50%）、德國漢莎航空（30%）和北歐航空（20%）共同擁有。但在2009年10月1日，德國漢莎航空購買畢曉普邁克爾所有股份，成為大股東。在2007年，英倫區域航空有378名員工。
在2010年4月，由民航局頒發，英倫區域航空連續五年獲得英國機場最準時的定期航班航空公司。
由德國漢莎航空成為大股東後，在2009年11月，開始了重組公司，影響航空公司的運作。在2010年，暫停了許多航線和客量調整令航空公司部分飛機的運作過剩，又開始與員工諮詢有關人手的問題。可是，一些飛機已經租賃給其他航空公司。

## 目的地

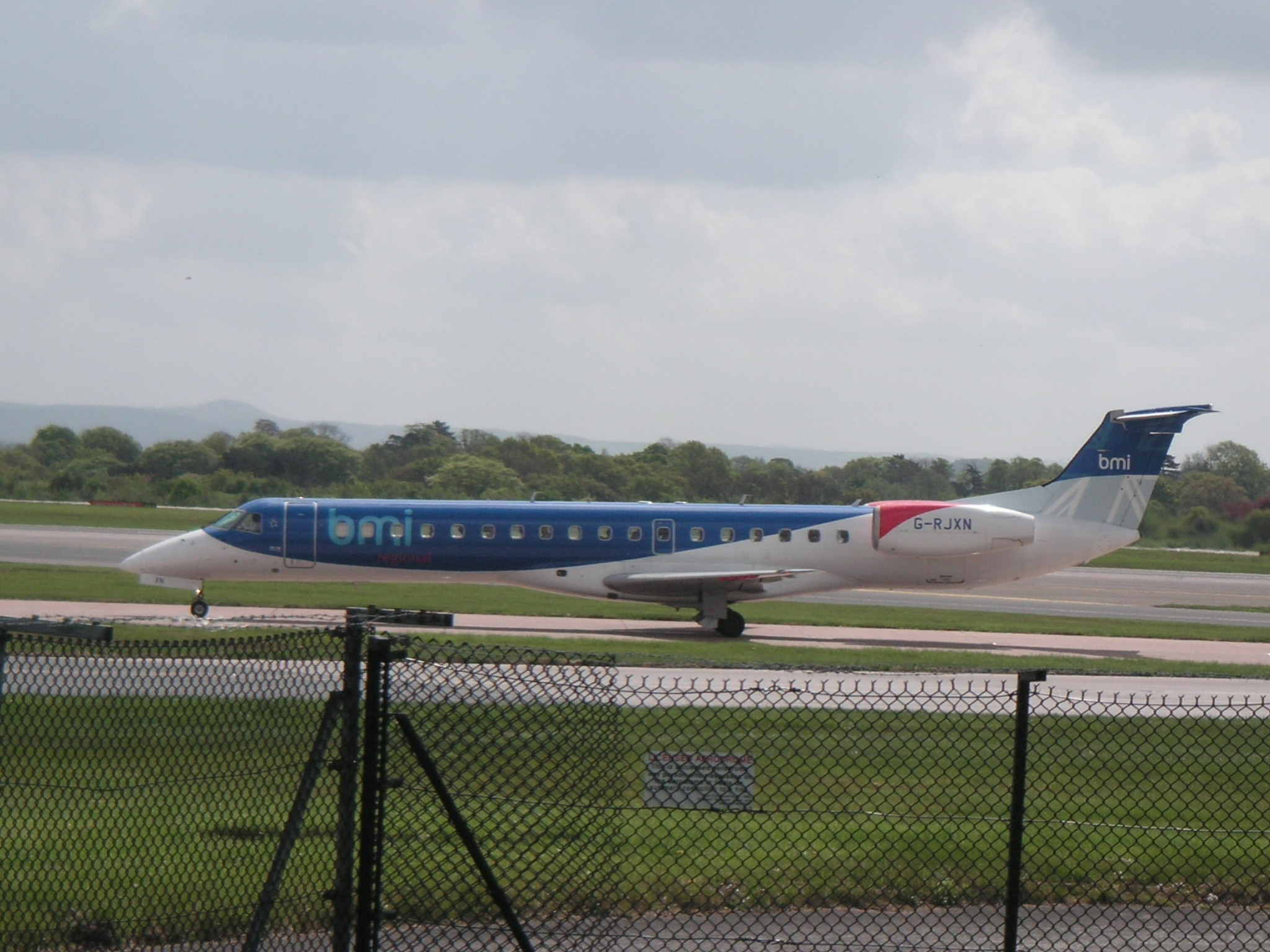
英倫區域航空的巴西航空工業 ERJ-145在英國曼徹斯特機場滑行（2009年）

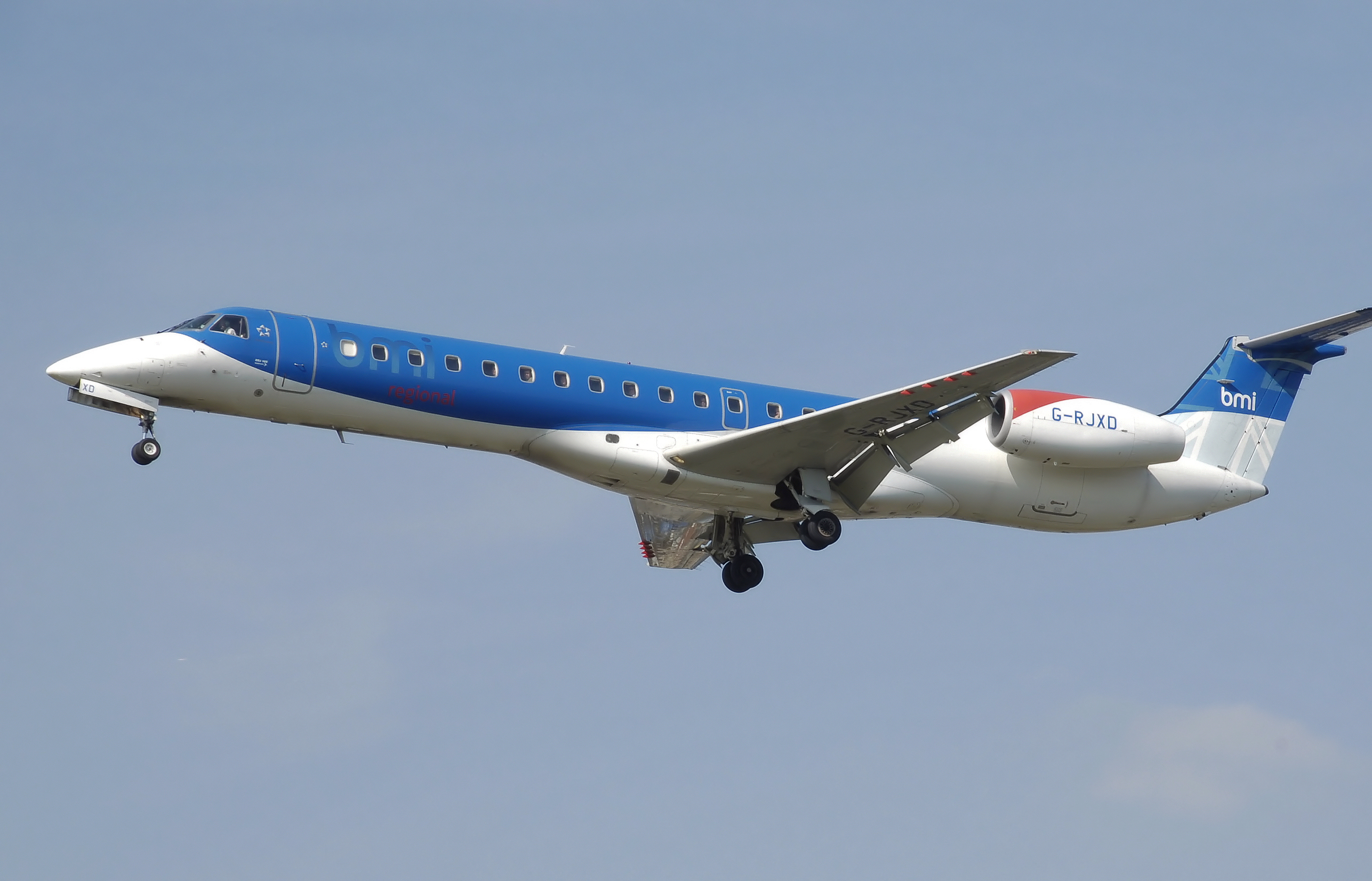
英倫航空的巴西航空工業 ERJ-145在英國倫敦希斯路機場降落（2007年）

截至2010年1月10日，英倫航空替布魯塞爾航空營運一些航線由英國至布魯塞爾機場。

## 機隊
在2019年2月，英倫航空的機隊如下：